# Římskokatolická farnost Tanvald
Římskokatolická farnost Tanvald je církevní správní jednotka sdružující římské katolíky na území města Tanvald a v jeho okolí. Organizačně spadá do libereckého vikariátu, který je jedním z 10 vikariátů litoměřické diecéze. Centrem farnosti je kostel svatého Petra a Pavla v Tanvaldu.

## Historie farnosti
V letech 1732-1838 spadala místní duchovní správa pod farnost Smržovka. Od roku 1838 byla v místě lokálie. Od tohoto roku jsou také vedeny matriky. Farnost byla kanonicky zřízena od roku 1851.

### Duchovní správcové vedoucí farnost
Začátek působnosti jmenovaného v duchovní správě farnosti od:
- 1. 1. 1838 cap. loc. Jos. Feit, n. 19. 2. 1798 Lobositz, o. 24. 8. 1822
- 1851 proto-par. (1. farář) Jos. Feit, n. 19. 2. 1798 Lobositz, o. 24. 8. 1822, † 31. 10. 1872
- 18. 5. 1873 Franc. Hoffmann, n. 4. 10. 1811 Reichenberg, o. 3. 8. 1835, † 9. 6. 1880
- 19. 10. 1879 par. vacat, admin. Car. Hiebel
- 13. 5. 1880 Car. Hiebel, n. 10. 12. 1842 Reinowitz, o. 25. 7. 1871, † 21. 3. 1894
- 29. 9. 1894 Jos. Kammer, n. 23. 5. 1861 Bodenbach, o. 22. 5. 1887, † 17. 2. 1929
- 18. 5. 1908 Rud. Bergmann, n. 3. 8. 1872 N.- Hanichen, o. 11. 7. 1897, † 2. 8. 1952
- 1. 7. 1920 Car. Láska, n. 25. 9. 1876 Uh. Brod, o. 13. 7. 1902, † 1. 3. 1961
- 12. 8. 1953 Bohumír Obruča
- 25. 2. 1956 Rudolf Hevera
- 1. 6. 1957 Bohumil Obruča
- 1. 5. 1958 Zdeněk Maryška
- 1. 8. 1975 Antonín Bratršovský
- 1. 10. 1990 Leopold Paseka
- 1. 5. 1992 Jan Nekuda
- 1. 8. 1992 Petr Lukšan
- 15. 4. 1997 Marian Plonka
- 1. 7. 2002 Michael Podzimek
- 1. 7. 2009 Pavel Ajchler, admin., od 1. 1. 2019 farář[2]

Kromě kněží stojících v čele farnosti, působili ve farnosti v průběhu její historie i jiní kněží. Většinou pracovali jako farní vikáři, kaplani, katecheté, výpomocní duchovní aj.

## Území farnosti
Do farnosti náleží území obce:
- Dolní Tanvald (Unter Tannwald[p 2])
- Tanvald (Ober Tannwald[p 2])

## Římskokatolické sakrální stavby na území farnosti
| Foto | Stavba                   | Místo   | Bohoslužba                      | Zeměpisné souřadnice             | Poznámka     |        |
| Kostel | Kostel                   | Kostel  | Kostel                          | Kostel                           | Kostel       | Kostel |
| --- | ------------------------ | ------- | ------------------------------- | -------------------------------- | ------------ | ------ |
| | Kostel sv. Petra a Pavla | Tanvald | bližší informace o bohoslužbách | 50°44′19″ s. š., 15°16′43″ v. d. | farní kostel |        |
| Některé drobné sakrální stavby a pamětihodnosti lze dohledat zde v databázi Drobné sakrální památky Zaniklé sakrální stavby lze dohledat zde v databázi Poškozené a zničené kostely, kaple a synagogy v České republice |                          |         |                                 |                                  |              |        |

Ve farnosti se mohou nacházet i další drobné sakrální stavby, místa římskokatolického kultu a pamětihodnosti, které neobsahuje tato tabulka.

## Farní obvod
Z důvodu efektivity duchovní správy byl vytvořen farní obvod (kolatura) sestávající z přidružených farností spravovaných excurrendo z Tanvaldu. 
Přehled vikariátních kolatur je v tabulce farních obvodů libereckého vikariátu.